# Bromma
Bromma è una delle 14 circoscrizioni amministrative di Stoccolma, in Svezia.

## Geografia fisica
Il territorio ospita un gran numero di piccoli boschi, parchi e laghi: fra questi troviamo l'area naturale  Judarskogens naturreservat che circonda il lago Judarn, oppure i parchi situati nei pressi dei castelli di Åkeshov e Ulvsunda.
La Bromma kyrka è una delle chiese romaniche più insigni della regione, ed ospita al suo interno un affresco del pittore svedese Albertus Pictor risalente al periodo tardo-medievale.
Bromma è costituita prevalentemente da quartieri residenziali di alto o medio reddito, nonostante la presenza di una zona industriale presso Ulvsunda. Quest'ultima si trova nelle vicinanze dell'Aeroporto di Stoccolma-Bromma, aperto nel 1936 ed operativo su destinazioni nazionali: si tratta del secondo aeroporto più grande della contea di Stoccolma, con circa 1,25 milioni di passeggeri all'anno.
La superficie di Bromma è a sua volta suddivisa nei seguenti quartieri:
Abrahamsberg, Alvik, Beckomberga, Blackeberg, Bromma kyrka, Bällsta, Eneby, Höglandet, Mariehäll, Nockeby, Nockebyhov, Norra Ängby, Olovslund, Riksby, Smedslätten, Stora mossen, Södra Ängby, Traneberg, Ulvsunda, Ulvsunda industriområde, Åkeshov, Åkeslund, Ålsten e Äppelviken.

## Galleria d'immagini

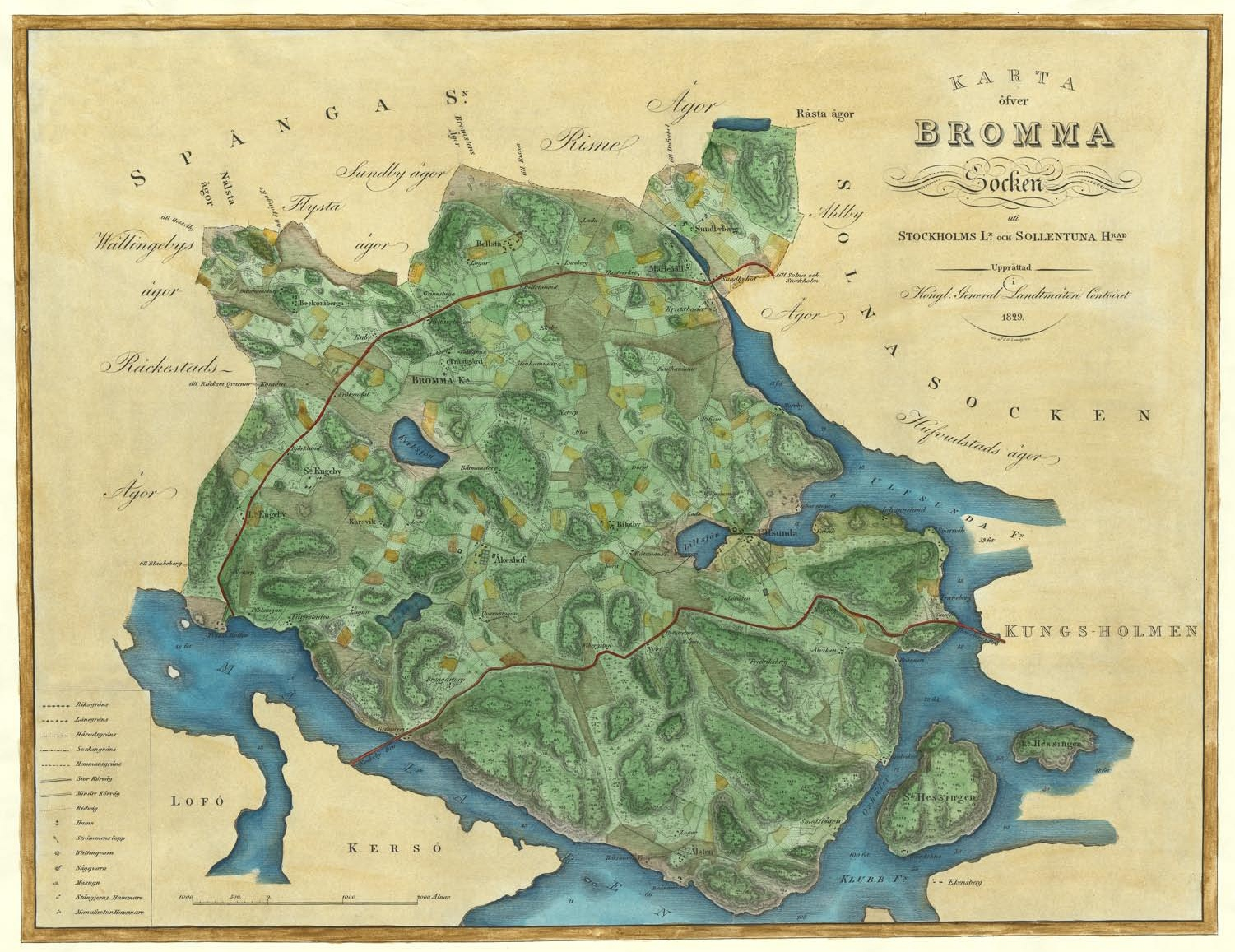
Una mappa dell'anno 1829
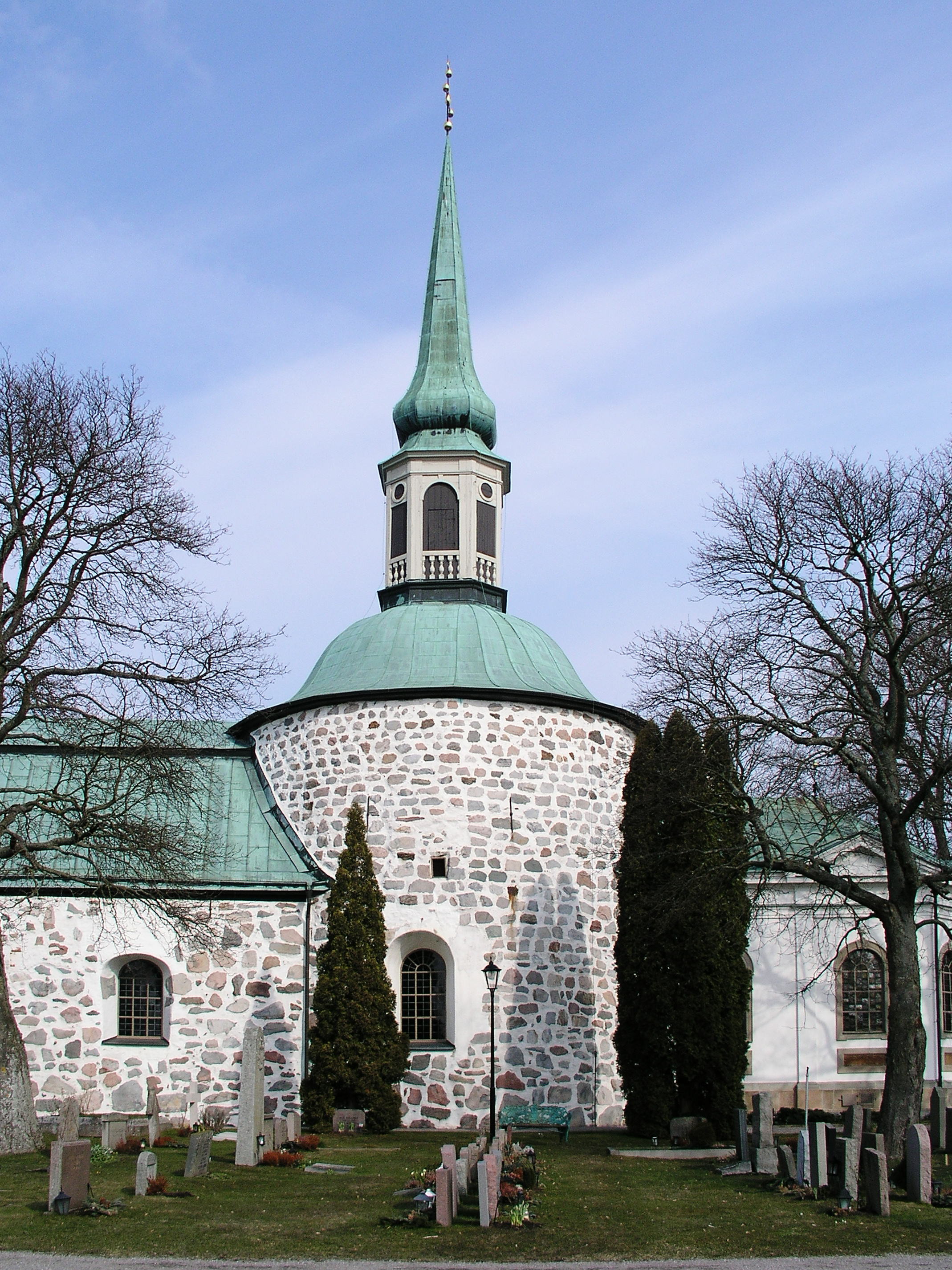
Bromma kyrka
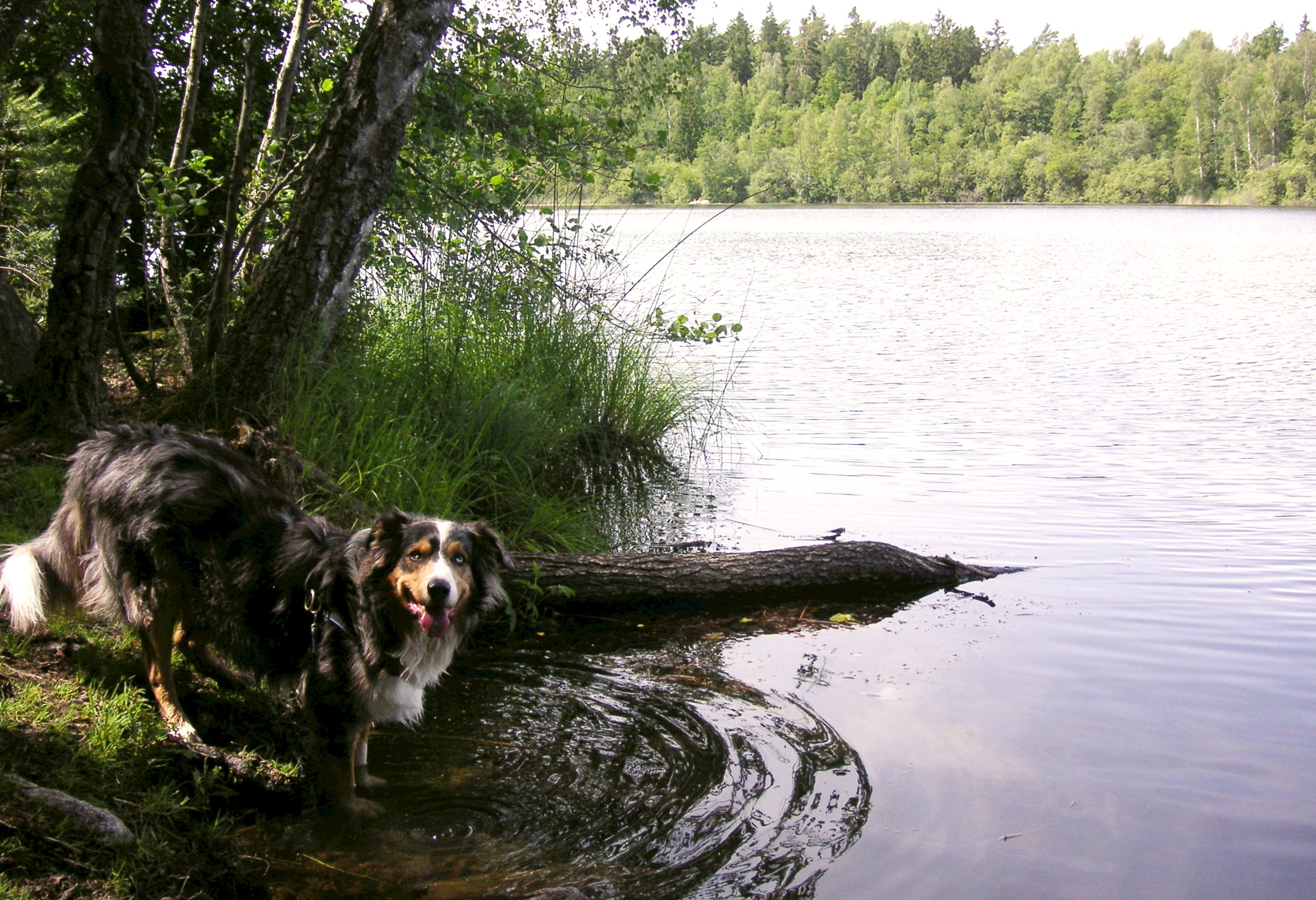
Judarskogens naturreservat
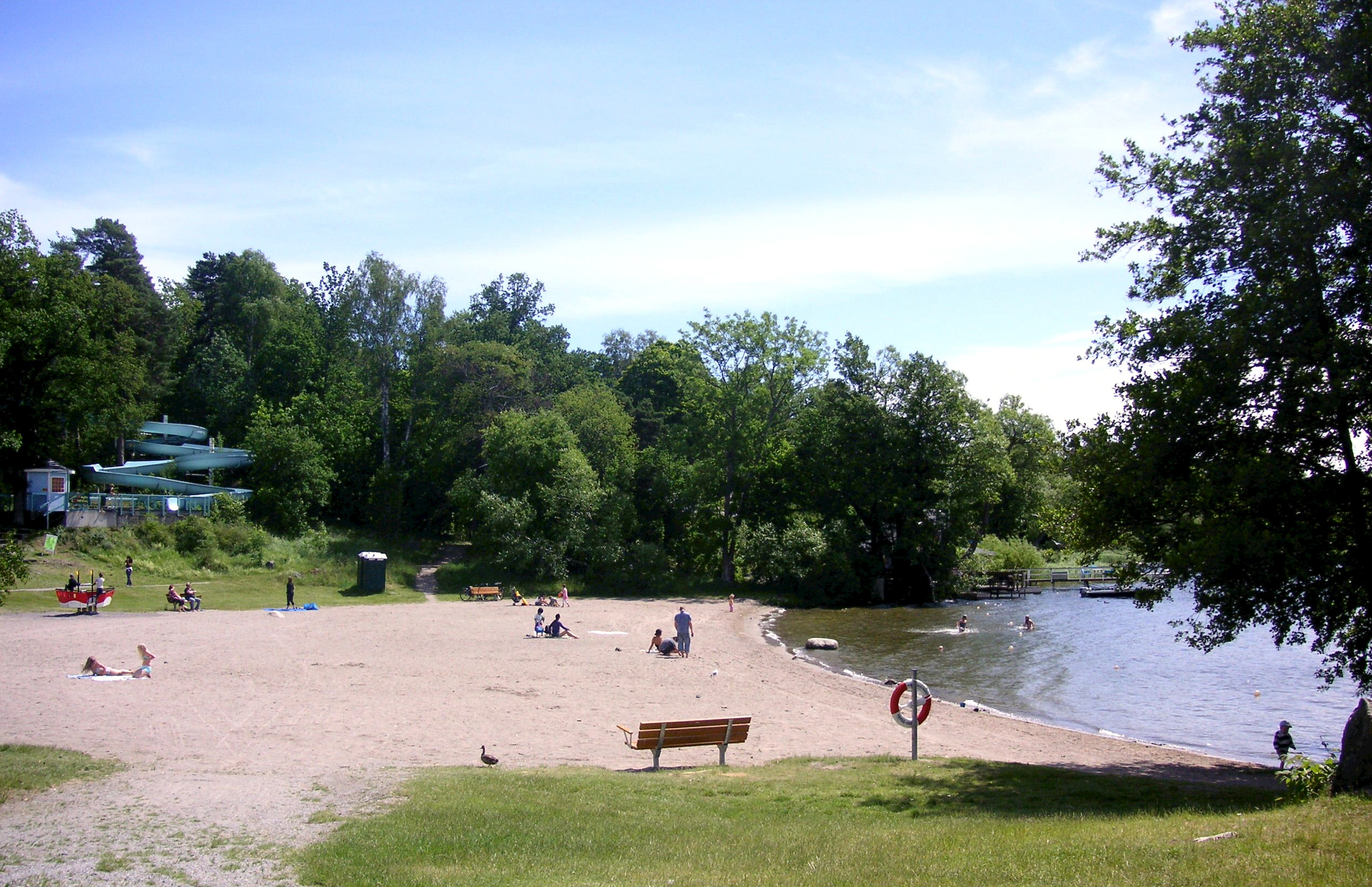
Ängbybadet